# Klause St. Achatius

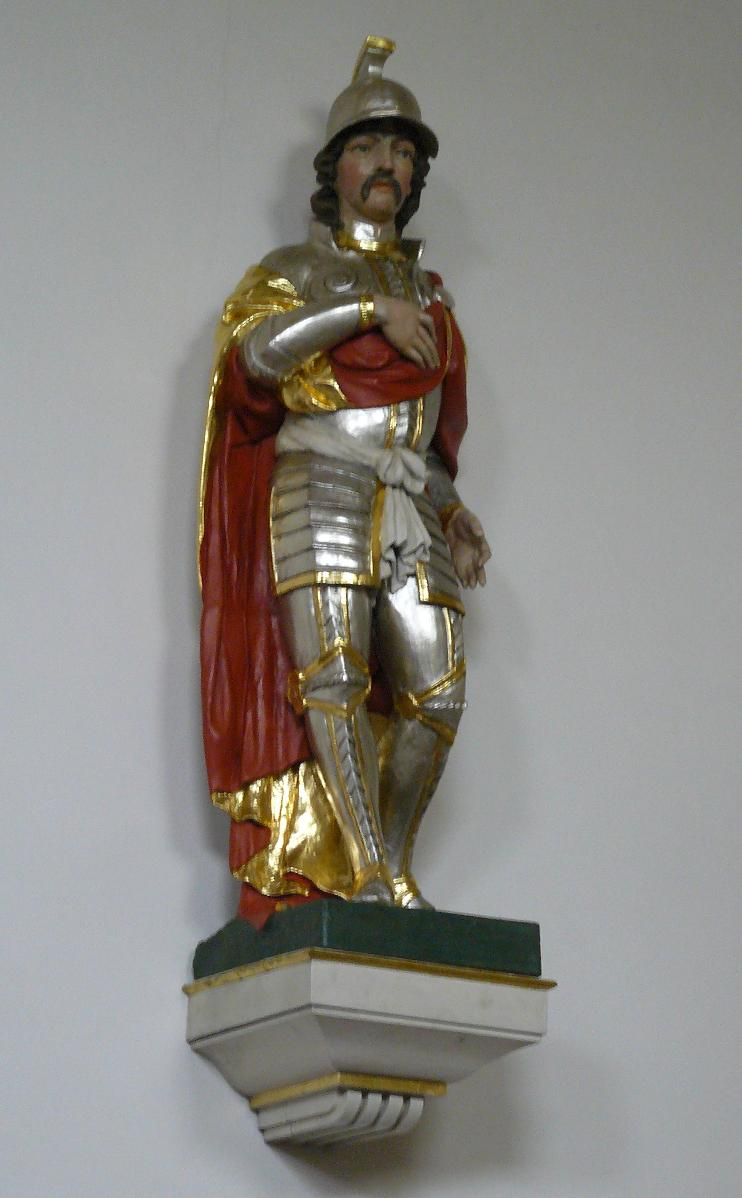
Achatius als Soldat in Rüstung

Die  Klause St. Achatius, auch St. Agatius, lag in der Marzellenstraße der mittelalterlichen Kölner Vorstadt Niederich. Sie wurde im Jahr 1338 erstmals urkundlich erwähnt. Die durch Stiftungen Kölner Bürgerinnen entstandene Klause erhielt im 15. Jahrhundert eine klösterliche Verfassung und wurde 1582 als Frauenkonvent der Dominikaner aufgehoben. Auf ihrem Gelände entstand ein Neubau für eine der Kölner Bursen, das Tricoronatum, ein Jesuitenkolleg, welches hier bis 1911 Bestand hatte und Vorgänger des Dreikönigsgymnasiums war.

## Geschichte

### Gründung als Klause
Sophia, Tochter des Dombäckers Hermann, schenkte im Jahr 1338 ihr Haus in der Marzellenstraße einer Gemeinschaft frommer Frauen, die in diesem eine Klause gründete. Ebenso verfuhr zur gleichen Zeit „Beatrix de Cervo“ (latinisiert: Kölner Geschlechterfamilie Hirtze), die Besitzerin des Nachbarhauses Holzmarkt. Die ersten Klausnerinnen hatten bereits von Erzbischof Heinrich II. von Virneburg († 1332) Privilegien für ihre Gemeinschaft zugesprochen bekommen. Diesen urkundlich belegten Anfängen folgte im Jahr 1365, offenbar nach dem Anwachsen der Klause, die Erwähnung einer Stiftung. Sie war bestimmt zum Unterhalt eines in dem Konvent tätigen Priesters und eines dort zu errichtenden Altares, welcher dem heiligen Achatius gewidmet werden sollte. Weitere Einnahmen der Gemeinschaft stammten aus Erbschaften oder Mitgiften der Schwestern. Die Klause hatte wahrscheinlich auch teilweise verpachteten Grundbesitz, für den sie zum Teil der Zisterzienserabtei Altenberg erbzinspflichtig war. Die Gaffel der Kölner Goldschmiede war über ihren Schutzpatron Achatius den Ordensfrauen besonders verbunden und unterstützte sie als Gönner. Vermutlich besaß die Klause auch Reliquien des Heiligen.
Zwischen 1368 und 1372 war die Anzahl der Klausnerinnen von 8 auf 11 angewachsen, und die Klause erschien 1373 als „Reklusorium“ der Pfarrkirche St. Paul. Im Jahr 1380 wurde die Einrichtung auch „Klause des heiligen Achatius und der 10000 Märtyrer“ genannt. Mit dieser Bezeichnung erlaubte im Jahr 1475 Kaiser Friedrich der Priorin und dem Konvent der Klause St. Achatius in Köln (gotzhaws der zehentausent mertler zu Collen) zur Besserung des dortigen Lebensstandes künftig in der Stadt Köln wöchentlich drei Malter Getreide für ihren täglichen Eigenverbrauch ohne stewr und schatzung zu mahlen und zu backen. Im 16. Jahrhundert ließen die Schwestern jährlich 19 Malter Braugetreide vermahlen, was nach der Berechnung von Marianne Gechter einen durchschnittlichen täglichen Bierausschank von etwa 20 Litern ergab und somit ausschließlich für die Bedürfnisse der Bewohnerinnen bestimmt gewesen sei.

### Regulierung der Konvente: Augustinerinnen, dann Dominikanerinnen
Die große Anzahl der im 15. Jahrhundert in Köln entstandenen geistlichen Gemeinschaften veranlasste die Kirchenführung zu energischem Eingreifen. Am Ende des Mittelalters wurden die Angehörigen von Gemeinschaften christlicher Laien kirchlicherseits dazu gedrängt, sich einer klösterlichen Regel zu unterstellen. Der Kölner Rat konnte sich mit gegenteiliger Ansicht nicht durchsetzen.
Vorerst (1432) lebten nun die Bewohnerinnen der Klause St. Achatius nach der Regel des heiligen Augustinus, spätestens zu Beginn des 16. Jahrhunderts schlossen sie sich den Dominikanern an. Diese hatten von ihrem nahegelegenen Kloster aus von Anfang an die geistliche Aufsicht über die Klause wahrgenommen.
Mit dem ausgehenden 15. Jahrhundert waren die Gebäude der Klause stark verfallen, sodass nur durch die Unterstützung wohlhabender Bürger, darunter ein Vermächtnis von 100 Goldgulden der Sibylla Merl, Ww. Hackeney, der Konvent 1526 erneuert werden konnte.

### Auflösung
Wegen angeblicher Missstände und entstandener Zwietracht unter den Bewohnerinnen des Konventes betrieben die Jesuiten durch Einschaltung des Papstes und seines Beauftragten Gottfried Gropper die Aufhebung der klösterlichen Gemeinschaft. Die auf der Maximinen- und Johannisstraße ansässigen Jesuiten wollten die Gebäude der Schwestern in der Marzellenstraße für ihr 1557 gegründetes Gymnasium Tricoronatum nutzen. Die zerstrittenen Schwestern nahmen das Kaufangebot der Jesuiten von 3000 Talern an und stimmten der Auflösung ihrer Gemeinschaft zu, die zu dem Zeitpunkt aus sieben Frauen bestand. Die Schlüsselübergabe erfolgte im September 1582. Die Schwestern kamen in verschiedenen Kölner Klöstern unter.
1581 hatten die Jesuiten das 1578 von dem Dechanten des Andreasstiftes Johannes Swolgen gegründete Collegium Swolgianum in der Marzellenstraße als Schenkung erhalten. 1598 verlegten sie die von ihnen geleitete Lehranstalt in die  zusätzlich erworbenen Häuser vor den Dominikanern/Marzellenstraße, darunter auch die ehemalige Klause. 1599 veräußerten sie ihre Bauten an der Johannisstraße, ein Ensemble mehrerer Gebäude nebst ihrer dortigen Marienkapelle, an die Stadt. Der Verkauf, für den der Rat 5000 Reichstaler zahlte, ermöglichte es der Stadt, dorthin eine seit 1533 an der Straße „Auf dem Hunnenrücken“ Ecke Ursulastraße geführte und zu klein gewordene Einrichtung für Waisen zu verlegen. Sie wandelte die Anlage an der Johannisstraße in ein städtisches Findlings- und Waisenhaus um.

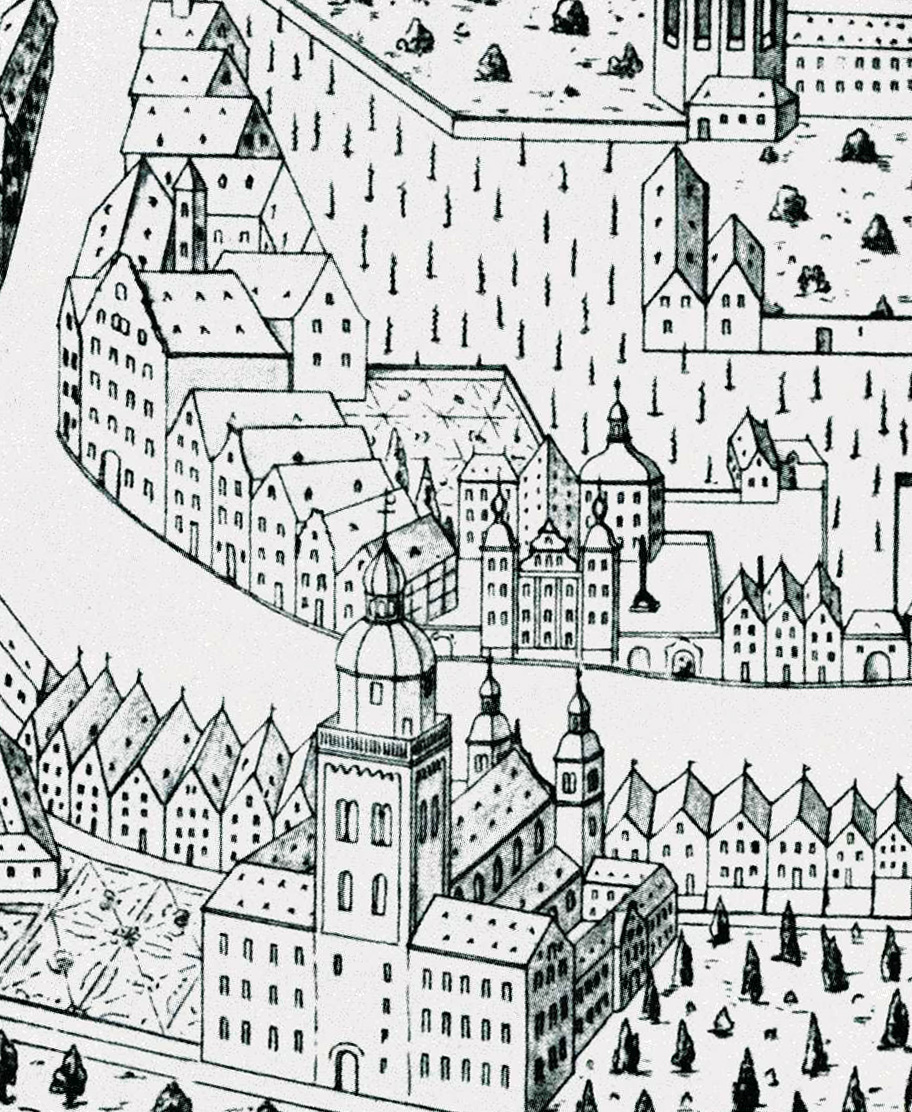
Gymnasium „Tricoronatum“ und St. Mariae Himmelfahrt

Auf dem ehemaligen Gelände der Klause „An Marzellen“ wurde das Gymnasium untergebracht, und die dort noch vorhandene, zu Ehren des heiligen Achatius geweihte Kapelle wurde zur neuen Ordenskirche der Kölner Jesuiten.

## St.-Achatius-Kapelle
Die Klause besaß wahrscheinlich von Anfang an eine Kapelle. 1365 wird ein „Achatiusaltar“ erwähnt. 1429 wurde der Bau erneuert, 1526 aus Spendenmitteln renoviert. Die Mitglieder der Achatius-Bruderschaft hatten das Recht, in der Kapelle bestattet zu werden.
Der von Gelenius als eng und flach, in „quadrata forma“ mit 30 Fuß Breite (etwa 10 × 10 Meter) beschriebene, geostete gotische Kapellenbau, der und mit den Gebäuden der Klosteranlage in Verbindung stand, hatte seinen Ostgiebel an der Marzellenstraße. Dahinter schloss sich einem geräumigen Hof ein großer Kräuter- und Obstgarten an. Die Kapelle war von den Jesuiten vergrößert worden, so dass die Kapelle der Klausnerinnen kleiner gewesen sein dürfte.
Die Ordensoberen veranlassten alsbald eine Instandsetzung und Vergrößerung der Kapelle. Nach den Umbauten erreichte sie die Maße von 100 Fuß Länge und 50 Fuß Breite und erhielt an der Süd-, West- und Nordseite Emporen. Im Jahr 1583 konnte sie geweiht werden. An ihrer Vorderseite trug sie in goldenen Lettern die Inschrift:
SANCTISSIMAE ET INDIVIDUAE TRINITATI, IN HONOREM SANCTI AGATHI ET DECEM MILIUM MARTYRUM DEDICATUM FUIT HOC TEMPLUM, NUNC VERO RENOVATUM ANNO 1583
‚Der heiligsten und ungeteilten Dreifaltigkeit und zu Ehren des heiligen Agathius (= Achatius) und der zehntausend Märtyrer wurde dieses Gotteshaus gewidmet, das jetzt, im Jahr 1583, renoviert wurde.‘

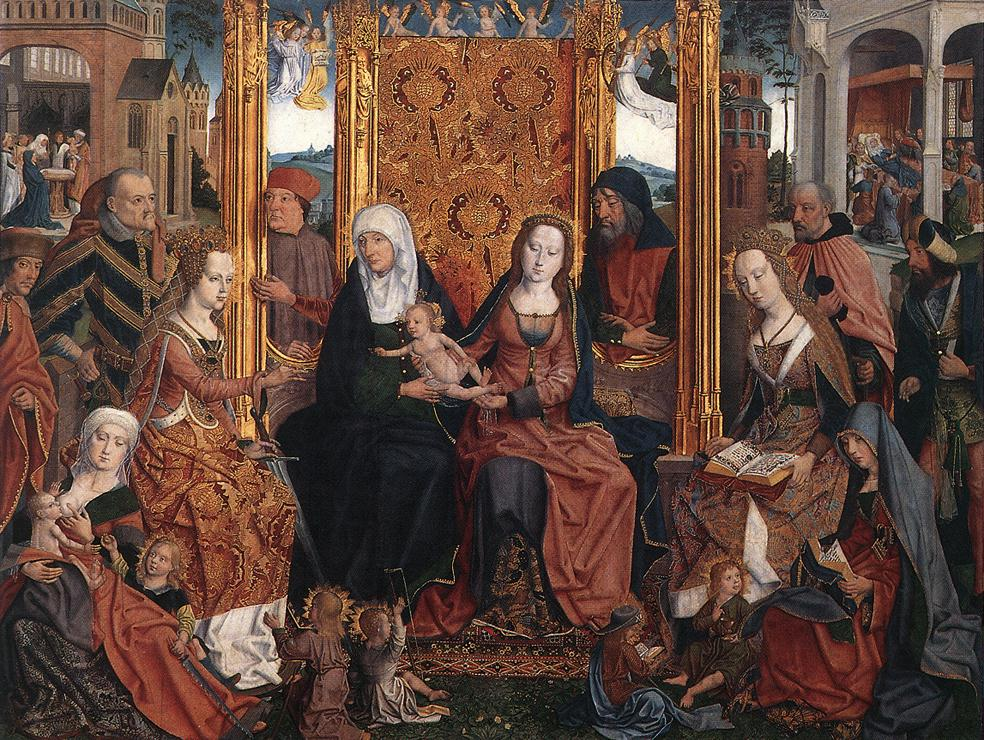
Mittelteil des Altars der Heiligen Sippe

Den Jesuiten hatte für die Umbauten der Kapelle ein Baumeister „Gottschalk“ zur Seite gestanden, bei dem es sich möglicherweise um Gottschalk von Weinsberg gehandelt hat. Bei ergänzenden Arbeiten am Kirchenbau im Jahr 1595 war der Steinmetzmeister „Franz von Mecheln“ leitend tätig. 1621 brannten alle alten Baulichkeiten der ehemaligen Achatiusklause ab, auch der neue Kirchbau brannte aus. Nach Abbruch der Ruinen entstand dort der Garten des Konviktes.
Gegenüber dem auf den Parzellen der Klause und dem der Stiftung Collegium Swolgianum entstandenen Gelände des neuen Jesuitenkollegs wurde 1618 der Grundstein einer neuen Ordenskirche gelegt. Hier entstand bis 1678 die barocke Kirche St. Mariae Himmelfahrt.
Im Wallraf-Richartz-Museum in Köln befinden sich zwei Kunstwerke, die aus der Achatius-Kapelle stammen dürften:
- ein Diptychon, die innen das Martyrium des heiligen Achatius und seiner Gefährten zeigt, außen Christus am Kreuz und Christus als Schmerzensmann;
- der Altar der Heiligen Sippe, um 1500 gestiftet.[12]